# Wilhelm Dilthey
Wilhelm Dilthey (Biebrich, Wiesbaden, 19 de novembre de 1833 – Seis, Bozen, 1 d'octubre de 1911) fou un historiador, psicòleg, sociòleg i filòsof alemany. Max Weber va ser deixeble de Dilthey i va assumir els seus principis metodològics.

## Pensament
Dilthey va establir una diferència fonamental entre la metodologia de les ciències de la natura i la de les ciències socials. Per a Dilthey, la història no és intel·ligible mitjançant el mètode positiu de les ciències naturals, ja que la presència dels homes introdueix elements de subjectivitat, de voluntat, que no són a la natura. Així, segons Dilthey, les ciències de l'home han d'estudiar-se amb el mètode comprensiu.
El mètode comprensiu és l'aprehensió de les relacions significatives entre el tot i les parts. S'ha de captar la natura de la vida a partir de les seves manifestacions externes (objectivacions de la vida) fins a la realitat més amagada. S'utilitza la tècnica de l'empatia, que consisteix a reviure l'experiència de l'altre. Aquesta teoria està fortament influïda pel romanticisme de la seva època.
En aquest sentit ell dividia els filòsofs en tres escoles segons la seva cosmovisió: els pensadors que creien que l'home està determinat per la natura i subordinat a ella; els qui pensen que està en harmonia amb tot el vivent, i aquells que defensen una separació entre natura i humanitat, marcada pel lliure albir (on se situa el mateix Dilthey).